# Auxano de Milán
Ausano o Auxano fue arzobispo de Milán poco después de mediados del siglo VI. Es venerado como santo por la Iglesia Católica que lo recuerda el 3 de septiembre en el martirologio romano.

## Biografía
Hay poca información sobre el obispo milanés Ausano. Según un antiguo Catalogus archiepiscoporum Mediolanensium, su episcopado se sitúa entre los de Vital y Honorato, poco después de mediados del siglo VI. El mismo catálogo le asigna 2 años de gobierno y dice que es enterrado el 3 de septiembre en la iglesia de Santo Stefano ad Rotam. Tradicionalmente su episcopado se asigna a los años 566 y 567, mientras que estudios más recientes lo anticipan unos años, situándolo entre 556 y 559 o entre 558 y 561, durante el pontificado del Papa Pelagio I.
De hecho, se cree que el obispo milanés anónimo mencionado en algunas cartas del Papa Pelagio I (556-561) debe identificarse con Ausano. En una carta, fechada entre septiembre de 558 y marzo de 560, el pontífice se quejaba al patricio Juan, porque Paulino I, patriarca de Aquilea, se había consagrado obispo no en su sede patriarcal, como de costumbre, sino en Milán, por un "obispo cismático", que se había negado a firmar la condena de los Tres Capítulos sancionada en el Concilio de Constantinopla en 553 y ratificada por el Papa Vigilio; en una segunda carta, fechada en la primavera de 559, Pelagio incluso recomienda al patricio Valeriano que arreste a los dos obispos y se los lleve al emperador en Constantinopla.
Una tradición medieval, que no tiene fundamentos históricos, asocia a Ausano con la aristocrática familia milanesa de los Crivelli.

## Veneración

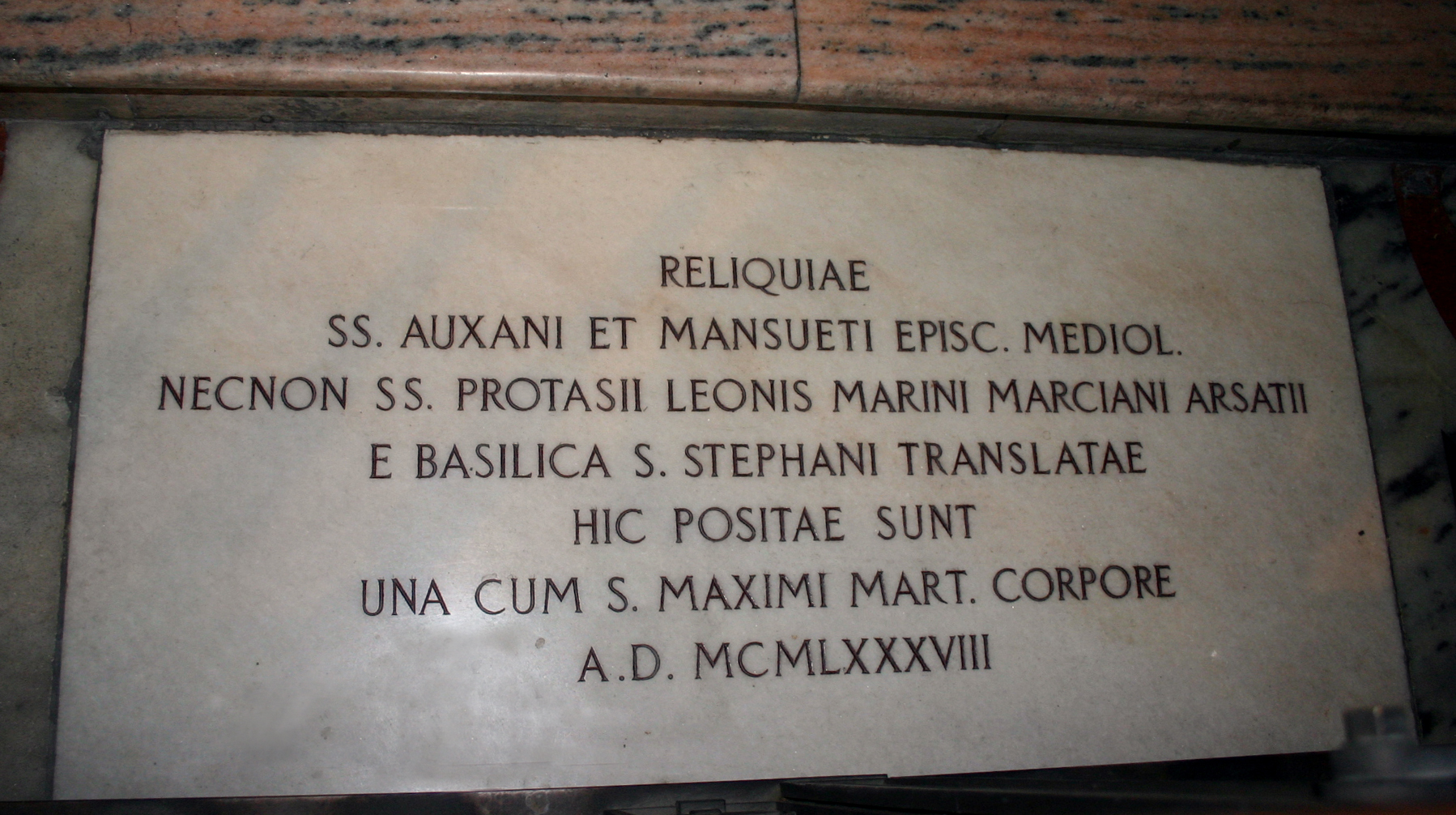
Catedral de Milán, Italia. Placa en latín fechada en 1998 que conmemora el traslado desde la Basílica de Santo Stefano Maggiore de las reliquias de varios santos y mártires, entre ellos los obispos de Milán Auxiano y Mansueto.

A pesar de las duras palabras del Papa Pelagio I hacia él, Ausano es venerado como santo por la Iglesia milanesa. Algunos autores han querido explicar esta doble actitud o bien con el hecho de que el obispo del que habla Pelagio no es Ausano o con el hecho de que el obispo milanés se ha arrepentido en cierto momento y vuelto al seno de la ortodoxia.
La primera evidencia del culto atribuido a Auxano se encuentra en una crónica del siglo XIII atribuida a Goffredo di Bussero, quien "alaba a Ausano como un apóstol infatigable (praedicationis officio non lazy impleto) y como un taumaturgo (clarus miraculis coronatus quievit)". En 1609, el cardenal Federico Borromeo hizo que sus reliquias fueran sometidas a una cuidadosa inspección. Estos fueron trasladados solemnemente de la basílica de Santo Stefano Maggiore a la catedral de Milán en 1988.